# 靱テニスセンター

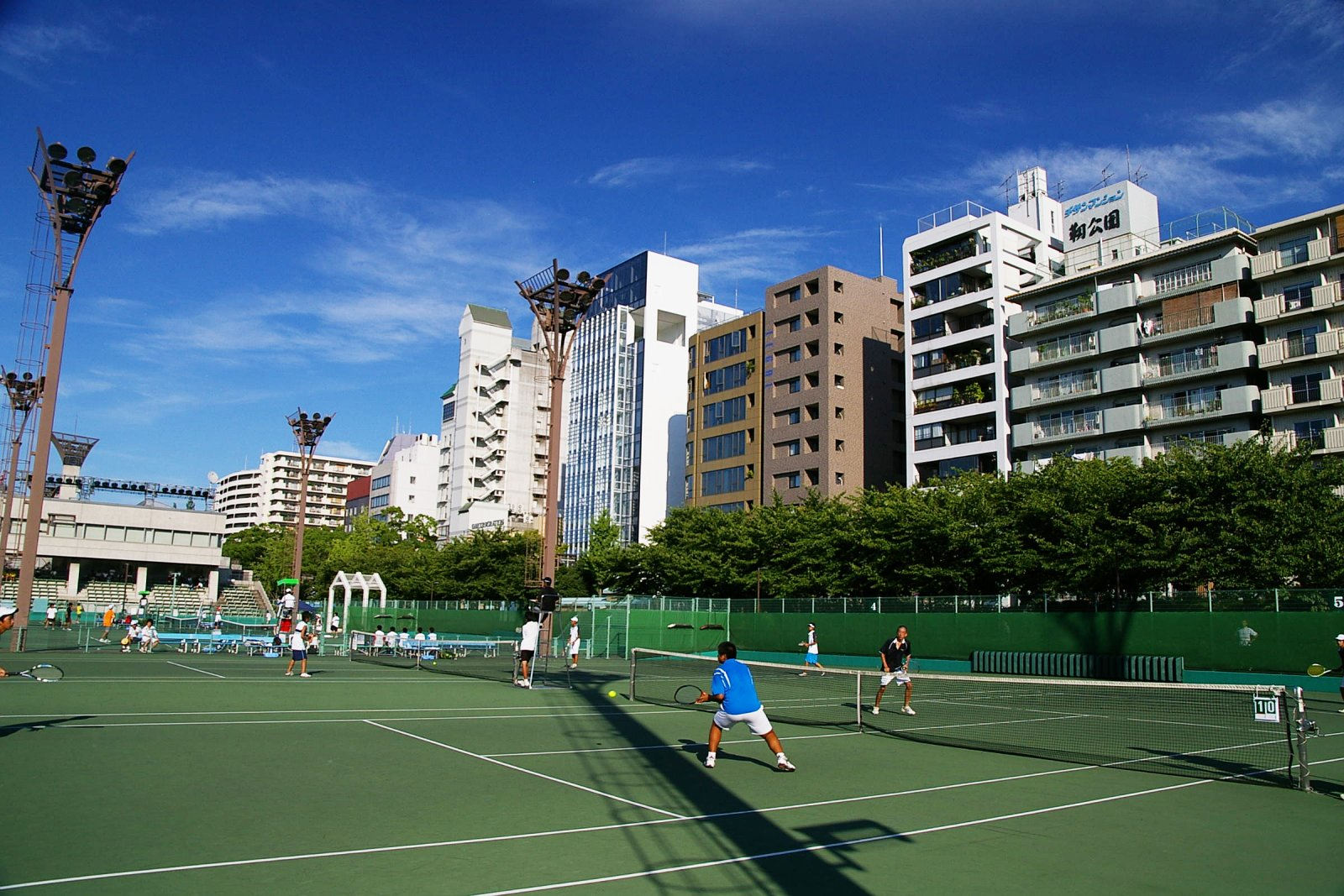
靱テニスセンター

靱テニスセンター（うつぼテニスセンター）は、大阪府大阪市西区靱本町の靱公園西園に所在するテニスコートである。
本項では靱公園東園に所在する靱庭球場（うつぼていきゅうじょう）についても記述する。
2014年4月1日から指定管理者制度を導入している（後述）。また、施設名称のネーミングライツ契約により、2024年4月1日から「モリタテニスセンター靱」「モリタ庭球場靱」となっている。2017年9月1日から2024年3月31日までは「ITC靱テニスセンター」「ITC靱庭球場」となっていた。

## 概略
靱公園は1955年の開園であるが、開園に先駆けて1953年に大阪国際ローンテニスクラブのメインコートとして靱庭球場（アンツーカーコート10面）が東園に開設された。翌1954年には東西交互開催を原則としていた全日本テニス選手権の第29回大会が靱庭球場で初開催され、1983年の第58回大会まで「東の田園、西の靱」として知られた。なお、全日本テニス選手権は翌1984年から有明単独開催となった。
靱公園西園には開園以来靱蹴球場が設置されていたが、1997年の第52回国民体育大会（なみはや国体）のテニス競技会場として改修されることとなり、大阪市鶴見区浜へ新築移転する形で靱蹴球場は廃止され（後継施設は1997年開設の鶴見緑地球技場）、1995年に靱テニスセンター（ハードコート16面）が西園に開設された。
一方、靱庭球場が設置されている靱公園東園は、2006年の第14回世界バラ会議大阪大会に向けてバラ園に改修されることとなり、センターコート1面・一般コート9面の計10面だった靱庭球場はセンターコートがバラ園の一部となって姿を消し、一般コートも9面から4面に規模が縮小された。
靱テニスセンターは、ITFワールドテニスツアージュニアのJ500（旧グレードA）カテゴリー7大会の一つである世界スーパージュニアテニス選手権大会や、ジャパン女子オープンテニスの会場となっている。2002年から2022年までは全日本ジュニアテニス選手権の会場としても定着していた。
2020年東京オリンピックに向けて改修に入った有明に代わって、2018年には全日本テニス選手権の第93回大会が靱テニスセンターで開催され、靱庭球場ではなく靱テニスセンターという違いはあるものの、35大会ぶりの靱開催となった。2019年には東レ パン・パシフィック・オープン・テニストーナメントの第36回大会が靱テニスセンターで初開催され、女子シングルスで大坂なおみが優勝。1997年生まれで3歳からテニスを始めた大坂は2001年に米国へ移住するまでの期間を大阪市で過ごしており、わずかな期間ではあるが靱テニスセンターで父や姉（大坂まり）と練習していた。
テニス以外では、ビーチバレーJBVツアー2011第4戦・大阪オープン、同2012第3戦・大阪オープンの会場として使用されたことがある。

## 施設
靱テニスセンター（靱公園西園）
- ハードコート16面
  - センターコート1面（5,000人収容）
  - サブセンターコート1面（500人収容）
  - 一般コート14面（ナイター設備8面あり）

靱庭球場（靱公園東園）
- アンツーカーコート4面
  - 一般コート4面

## 指定管理者
現在
- “靱公園＆地域”デザイングループ（モリタスポーツ・サービス、キョードー大阪、大林ファシリティーズ、阪神園芸）[5]
  - 指定期間：2024年4月1日から2029年3月31日まで

過去
- 靱公園スポーツの森プロジェクトグループ（モリタスポーツ・サービス、セレッソ大阪スポーツクラブ、毎日放送、GAORA、奥アンツーカ、グリーンシステム）[6]
  - 指定期間：2019年4月1日から2024年3月31日まで
- 靱テニス・マネージメントチーム（日本テニス事業協会、ITC）[7]
  - 指定期間：2014年4月1日から2019年3月31日まで

## 開催大会
- 世界スーパージュニアテニス選手権大会
- ジャパン女子オープンテニス
- 全日本ジュニアテニス選手権
- 東レ パン・パシフィック・オープン・テニストーナメント
- 全日本テニス選手権
- デビスカップ2018ワールドグループプレーオフ「 日本 vs.  ボスニア・ヘルツェゴビナ」
- デビスカップ2017ワールドグループプレーオフ「 日本 vs.  ブラジル」
- デビスカップ2016ワールドグループプレーオフ「 日本 vs.  ウクライナ」

## アクセス
- Osaka Metro中央線・千日前線「阿波座駅」より徒歩7分
- Osaka Metro四つ橋線「本町駅」より徒歩7分
- Osaka Metro御堂筋線「本町駅」より徒歩10分
- 京阪中之島線「中之島駅」より徒歩15分